# Клуб Джульетты

Эмблема Клуба Джульетты

Клуб Джульетты (итал. Club di Giulietta, иногда используется название Club di Romeo e Giulietta) — официальная культурная организация, которая находится в итальянском городе Вероне и состоит из небольшой группы постоянных сотрудников и добровольных помощников. На протяжении всего периода существования клуба его руководителем являлся Джулио Тамассиа (Giulio Tamassia), он ушёл из жизни 28 июня 2018 года в возрасте 85 лет, и теперь этой деятельностью занимается его дочь Джованна.
Основанием для создания Клуба Джульетты послужили послания, адресованные шекспировским героям, главным образом, Джульетте, которые на протяжении многих лет приходят в Верону из разных стран мира.

## Как все начиналось
В 1937 году хранителем музея на территории бывшего монастыря Сан Франческо, где издавна находился старинный саркофаг — по преданию, Гробница Джульетты, был назначен веронец Этторе Солимани (Ettore Solimani). Именно он положил начало традиции отклика на письма, которые оставляли у Гробницы некоторые посетители. В них они рассказывали Джульетте о своих личных переживаниях. Солимани, зная несколько языков и имея немалый жизненный опыт, стал отвечать на эти письма от имени «секретаря Джульетты». Когда об этом феномене рассказала иностранная пресса, по адресу «в Верону, Джульетте» стали приходить послания из разных стран с просьбами о совете или сочувствии.
Этторе Солимани пробыл на своем посту более 20-ти лет, в 1958 году он вышел на пенсию и вынужден был оставить должность при музее. В памяти многих он остался как «первый и самый верный секретарь Джульетты». Его энтузиазм побудил городские власти провести реконструкцию места, которое традиция связывает с историей несчастных веронских влюблённых, воссоздав в подземном помещении музейного комплекса крипту с легендарной Гробницей. Благородная деятельность Солимани принесла ему почётное звание Кавалера Итальянской Республики..
Впоследствии почтой Джульетты занимались отдельные энтузиасты или специально назначенные мэрией служащие. В какой-то период эту корреспонденцию вёл издатель журнала Vita Veronese Джино Бельтрамини / Gino Beltramini. Бывало и так, что письма оставались без ответа в течение нескольких лет, накапливаясь большими стопками.

## История создания Клуба Джульетты

Состав Клуба Джульетты 2012 год

Точкой отсчёта в истории создания Клуба Джульетты можно назвать 1972 год, когда в Вероне сложился некий неформальный круг друзей, которых объединила любовь к культуре родного города, его традициям и легендам. В основном это были люди из сферы искусства, журналистики, а также любители поэзии и театра. Одним из таких энтузиастов был Джулио Тамассиа (Giulio Tamassia), который стал вдохновителем деятельности этого сообщества, решившего называться по имени поэтичного символа Вероны — воспетой Шекспиром Джульетты. Поначалу состав клуба был исключительно мужским, и в его названии, по-видимому, прозвучал отголосок рыцарственного поклонения Прекрасной Даме. Участники клуба устраивали литературные чтения, спектакли, обсуждения различных событий и новостей.
В конце 1980-х годов, когда в городе в очередной раз возникла проблема с почтой Джульетты, к Джулио Тамассиа обратились из отдела по культуре с просьбой об оказании помощи в работе с накопившимися письмами. Тамассиа с готовностью взялся за это дело. Постепенно он собрал вокруг себя нескольких заинтересованных помощников, знающих иностранные языки и способных уделять письмам Джульетты некоторое свободное от основной работы или учёбы время. Поначалу секретари Джульетты, как их принято называть, обходились своими средствами, не получая никакой поддержки со стороны городских властей. К началу 1990-х годов объём работы с письмами возрос. К этой деятельности подключились дополнительные участницы, понадобилось специальное помещение (первый офис клуба), и почтовые расходы взял на себя город. К тому времени Клуб Джульетты представлял из себя новый коллектив, так как прежний состав по разным причинам уже не собирался. Местные и зарубежные печатные издания рассказывали о занятии, которому посвятило себя это необычное сообщество, и поток писем, адресованных «Джульетте, в Верону», всё возрастал. В работе клуба стала участвовать младшая дочь Тамассиа — Джованна. Затем появились ещё помощницы. Клуб Джульетты перебрался в новый, более просторный офис, обустроенный в помещении при доме Джулио Тамассиа, где многие годы работал в официальном статусе, в сотрудничестве с городскими властями. В настоящее время Клуб Джульетты располагается по адресу Club di Giulietta, Vicolo Santa Cecilia, 9
37121 Verona, Italia.

## Деятельность
Первоочередная задача клуба заключается в том, чтобы отвечать на письма, которые приходят в Верону на имя Джульетты в большом количестве.
Кроме того:
По инициативе Клуба Джульетты, начиная с 1993 года, в Вероне регулярно проводится церемония Premio Cara Giulietta, во время которой получают памятные награды авторы наиболее впечатляющих писем, при этом корреспонденция Джульетты по своей сути не является соревнованием.
Торжественное событие ежегодно приурочивается к празднику всех влюблённых — Дню св. Валентина (14 февраля). Церемония проходит в Доме Джульетты.
Клуб принимает непосредственное участие в организации фестивалей по случаю
Дня Рождения Джульетты, каждый год отмечаемого в Вероне 16 сентября (дата выведена из итальянских литературных источников).
В сферу деятельности клуба входит также причастность к различным культурным мероприятиям города, проходящим под знаком любви, поэзии, театра, в том числе, ежегодной литературной премии Scrivere per Amore для профессиональных писателей.
В офисе Клуба Джульетты собираются различные тематические материалы, редактируется официальный веб-сайт, выпускается ежеквартальный журнал Il giornale di Giulietta, проходят встречи с корреспондентами различных изданий и ТВ.

## Интересные факты
Согласно традиции послания по вопросам любви адресованы именно Джульетте, и гораздо реже обоим «заглавным» героям — Ромео и Джульетте.
Ежегодно в Верону приходит по почте более 5 тысяч таких посланий. В последнее время к ним активно прибавляются электронные письма, а также записки, оставляемые туристами в Доме Джульетты.
В 1993 году английский певец и композитор Элвис Костелло, вдохновлённый деятельностью веронского Клуба Джульетты, создал произведение «Письма Джульетты» и посвятил его основателю Клуба — Джулио Тамассиа. (The Juliet Letters — music of Elvis Costello with The Brodsky Quartet).
О Клубе Джульетты и почте легендарной героини написаны статьи, сняты документальные фильмы, рассказано в книге Лиз и Сейл Фридман «Письма Джульетте: во славу великой шекспировской героини» (Letters to Juliet: Celebrating Shakespeare’s greatest heroine, Lise and Ceil Friedman, 2006), по следам которой появился художественный фильм Гари Уиника «Письма к Джульетте» (Letters to Juliet, Gary Winick, 2010) с вымышленным сюжетом.

В 2012 году в Италии режиссёром Солимано Понтаролло (Solimano Pontarollo) был поставлен театральный спектакль по пьесе Чинции Сторари «Рукописные послания о любви» (Cinzia Storari, Lettere d’amore scritte a mano), основанной на опыте и впечатлениях реальных секретарей Джульетты, в сценарий включены заметки русского секретаря.
Клуб Джульетты в России.

Секретари Джульетты Джованна Тамассиа, Ольга Николаева, Элена Марки

С 1997 года у Клуба Джульетты есть представитель и русскоязычный секретарь в России — Ольга Николаева, которая также является корреспондентом издаваемого в Вероне клубного журнала и создателем русскоязычного Интернет-ресурса по истории Ромео и Джульетты, официально признаваемого веронским клубом.